# Rivolta di Mosca del 1682
La rivolta di Mosca del 1682, anche nota come rivolta degli strelizzi del 1682 (in russo Стрелецкий бунт?), fu la sollevazione militare dei reggimenti moscoviti degli strelizzi che comportò la salita al potere di Sof'ja Aleksejevna Romanova. Antefatto storico della rivolta fu la rivalità tra le famiglie delle due mogli dello zar Alessio I che si contendevano un ruolo predominante all'interno della politica moscovita.

## Storia

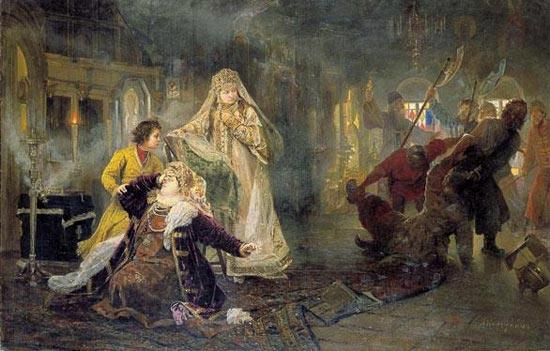
Un dipinto della rivolta moscovita

Dopo la morte dello zar Fëdor III il 27 aprile 1682 (7 maggio per il calendario gregoriano), i fratelli della zarina Natal'ja Kirillovna Naryškina, della famiglia dei Naryškin si proclamarono reggenti e persuasero il patriarca Gioacchino a proclamare Pietro, figlio di Alessio e della sorella, zar della Russia. Nel frangente la famiglia Miloslavskij, parente della zarina Marija Il'inična Miloslavskaja, fecero circolare la diceria che il di lei figlio (e fratello maggiore di Pietro) fosse stato strangolato dai Naryškin nel Cremlino.
I cospiratori Miloslavskij riuscirono a scatenare una rivolta per le strade della città. Facendo leva sullo scontento dei soldati di alcune guarnigioni di Mosca nei confronti degli ufficiali al loro comando, riuscirono a far sì che l'11 maggio 1682 una folla di strelizzi prendesse d'assalto il Cremlino e linciasse alcuni tra i reggenti boiardi e i comandanti militari sospettati di corruzione tra cui Artamon Matveev, Michail Dolgorukov e Grigorij Romodanovskij.
Alcuni giorni dopo, il 17 maggio, i ribelli compirono una nuova irruzione all'interno della residenza reale uccidendo diversi membri della famiglia Naryškin davanti al giovane zar Pietro. Gli strelizzi, a cui si era unita una folla di indigenti, saccheggiarono le strade di Mosca per diversi giorni. La rivolta di maggio fece sì che il fratellastro di Pietro, Ivan, fosse nominato "primo" zar, mentre il giovane Pietro I fu relegato in seconda posizione. Sofia divenne la loro reggente.
Nell'autunno del 1682 il principe Ivan Andreevič Chovanskij – uno dei più stretti alleati di Sofia e leader della rivolta degli strelizzi – si ribellò contro quest'ultima. Supportato dai Vecchi credenti Chovanskij – che con ogni probabilità voleva diventare nuovo reggente – chiese l'abolizione delle riforme di Nikon. Sofia e la sua corte furono costretti a cercare rifugio nel monastero della Trinità di San Sergio. Successivamente la reggente cercò di porre termine alla rivolta con l'aiuto di Fëdor Šaklovityj, succeduto a Chovanskij nella guida dell'esercito moscovita.